# Gabriel Tobor
Gabriel Tobor (* 1. Oktober 1961 in Świerklaniec) ist ein polnischer Lehrer und Politiker.

## Leben
Er besuchte die Grundschule in Radzionków. Er war Lehrer in der Complex Radzionków. Acht Jahre lang war er Leiter der Schulen in Radzionków mit Ausnahme der Highschool. Danach war er Sekretär der Stadt Radzionków. Seit 2006 ist er Bürgermeister von Radzionków.
Tobor ist verheiratet und hat drei Kinder.

## Preise
- 2005: Medal of National Education
- 2005: Bronze-Medaille für seine Verdienste der Verteidigung des Landes
- 2005: Gold-Abzeichen für Chamber of Commerce
- 2007: Badge für seine Verdienste um die polnische Kämpfer Association und ehemalige politische Gefangene
- 2008: Gold-Abzeichen der Polnischen Vereinigung der Racing Pigeon Breeders